# Actinotrichia
Actinotrichia, rod crvenih algi iz porodice Galaxauraceae, dio reda Nemaliales. Postoji pet priznatih vrsta. Tipična vrsta je morska alga Actinotrichia rigida, sinonim za Actinotrichia fragilis.

## Vrste
1. Actinotrichia calcea Pham-Hoàng Hô
2. Actinotrichia coccinea Huisman, G.H.Boo & S.M.Boo
3. Actinotrichia fragilis (Forsskål) Børgesen
4. Actinotrichia robusta Itono
5. Actinotrichia taiwanica S.L.Liu & W.L.Wang